# Journal of Human Evolution
Le  Journal of Human Evolution (« Revue de l'évolution humaine ») est une revue scientifique à comité de lecture mensuelle spécialisée dans l'évolution humaine. Le journal publié par Elsevier a été créé en 1972, et est disponible sur le portail ScienceDirect. Les rédacteurs en chef sont Sarah Elton de l'université de Durham et Mike Plavcan de l'université de l'Arkansas.
Le contenu du journal publie en particulier des sujets traitant de l'anthropologie physique, la primatologie, la paléoanthropologie et l'archéologie du paléolithique. Des articles d'autres domaines peuvent être publiés : des analyses de fossiles nouveaux ou déjà connus ou des hypothèses phylogénétiques et paléobiologiques d'espèces de primates qui affectent les modèles paléoécologiques et paléogéographiques de l'évolution des primates. Le journal dispose aussi d'un espace d'annonces pour les dernières découvertes importantes.
C'est la revue qui publie la plus grande partie des articles autour de l'évolution humaine[réf. nécessaire]. L'analyse géographique de ses auteurs montre que les articles viennent essentiellement d'Europe et des États-Unis.